# Gräberfeld von Hunn
Das große Gräberfeld von Hunn (norwegisch Hunnfeltene) in Borge liegt nordöstlich der Straße 110 in der Fredrikstad Kommune im Fylke Østfold in Norwegen etwa sechs Kilometer östlich des Stadtzentrums.
Das gut erhaltene Gräberfeld zählt etwa 145 Grabhügel, Bautasteine und vier Steinkreise mit neun bis 13 Steinen im Wald östlich von Hunn-gårdene. Es wurde zufällig entdeckt und zwischen 1908 und 1910 sowie zwischen 1950 und 1953 ausgegraben. Neben den vorzeitlichen Monumenten wurden reiche Grabfunde, von der römischen Eisenzeit bis zur früheren Wikingerzeit (um 800 n. Chr.) gemacht. Der ältesten Grabhügel stammt aus der Bronzezeit. Die Wohnplatz- und Ackerspuren stammen aus der späten Stein- und der Bronzezeit. Nördlich des Gräberfeldes liegen die eisenzeitliche Befestigung Ravnefjellet/Ravnetoppen und das alte Dorf Borge. In den 1970er Jahren wurde in Hunn erneut ausgegraben.

## Das Steinkreisfeld

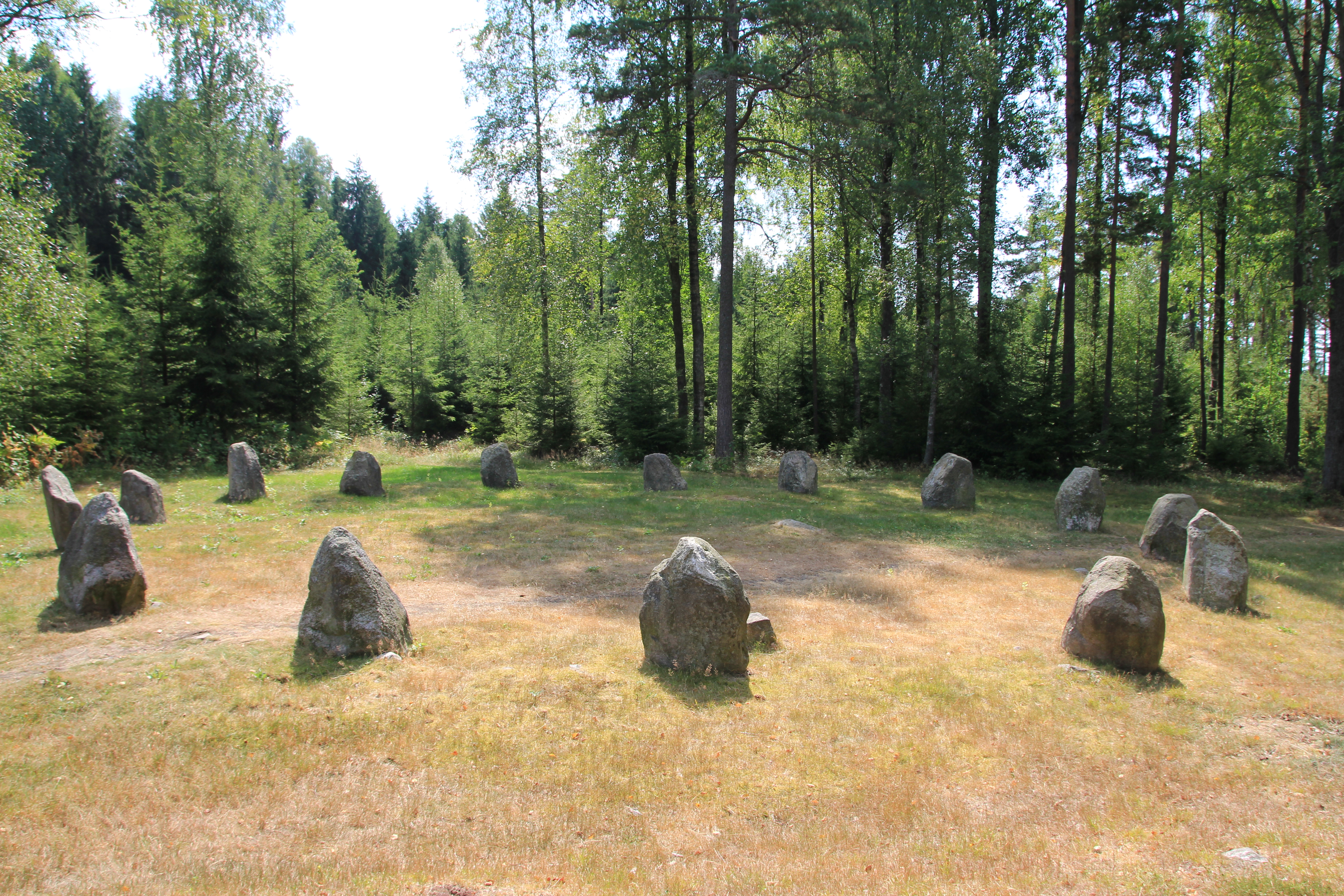
Einer der Steinkreise

Das separate Steinkreisfeld von Hunn ist eines der größten Norwegens. Insgesamt gibt es hier neun Steinkreise, mehrere Cairns und runde Steinmuster im Boden. Die Anzahl der Steine pro Kreis beträgt 12, 13 oder 15.
In Skandinavien wurde vermutet, dass es sich bei den Steinkreisen um Thingplätze bzw. Richterringe handelte, in denen Gerichtsverhandlungen stattfanden. Archäologische Untersuchungen haben indessen belegt, dass es sich um Gräber handelt, die häufig innerhalb der Kreise gefunden wurden. In den Gräbern wurde außer Holzkohlestücken und verbrannten Knochen nichts gefunden.
Die Straße 110 zwischen Skjeberg und Fredrikstad heißt wegen der vielen alten Denkmäler „Oldtidsruta“.
Magnus Bernhard Olsen (1878–1963), Experte für alte Ortsnamen, schrieb 1926 in Ættegård og helligdom: norske stedsnavn sosialt og religionshistorisk belyst über die unbekannten Ortsnamen Dynna, Hoy und Hunn (Hunndalen), dass alle drei scheinbar als Flussnamen verwendet wurden, bevor sie zu Ortsnamen wurden.
Ravnefjellet/Ravnetoppen bei Hunn ist eine Befestigung aus der Eisenzeit.